# ノクターノ・クルト
ノクターノ・クルト（Nocturno Culto）こと、テッド・シェルム（Ted Skjellum、1972年3月4日 - ）は、ノルウェーのミュージシャンで、ブラックメタル・バンド「ダークスローン」のボーカリスト、リード・ギタリスト、一部ベーシスト（フェンリズと共有）としてよく知られている。
1988年からバンドに在籍。他にはバンド「Sarke」のボーカリストとソロ・プロジェクト「Gift of Gods」として活動している。現在はノルウェーで学校の教師をしており、息子と娘がいる。また、ブラックメタル音楽とノルウェーでの生活を扱ったドキュメンタリー映画『The Misanthrope』を発表している。